# Julio Marchant
Julio Javier Marchant (Santiago del Estero, 11 gennaio 1980) è un ex calciatore argentino, di ruolo centrocampista.

## Caratteristiche tecniche
È un esterno destro.

## Palmarès

### Club

#### Competizioni nazionali
- Campionato argentino: 2

Boca Juniors: 2000 (A)
Banfield: 2009 (A)
- Campionato uruguaiano: 1

Defensor: 2007-2008

### Competizioni internazionali
- Coppa Libertadores: 2

Boca Juniors: 2000, 2001
- Coppa Intercontinentale: 1

Boca Juniors: 2000